# Chelicerca matagalpae
Chelicerca matagalpae är en insektsart som beskrevs av Ross 2003. Chelicerca matagalpae ingår i släktet Chelicerca och familjen Anisembiidae.
Artens utbredningsområde är Nicaragua. Inga underarter finns listade i Catalogue of Life.